# Пантелеимон (Мутафис)
Митрополи́т Пантелеи́мон (греч. Μητροπολίτης Παντελεήμων, в миру Ста́врос Мута́фис греч. Σταύρος Μουτάφης; род. 14 июня 1970, Кавала Греция) — епископ Элладской православной церкви (формально также Константинопольской православной церкви), митрополит Маронийский и Комотинский (с 2013).

## Биография
Родился 14 июня 1970 года в городе Кавале, в Греции, в семье Петро и Фамаи.
В 1988 году окончил церковный лицей (Εκκλησιαστικό Λύκειο) в Кавале, а в 1991 году получил диплом в Высшей церковной школе (Ανώτερης Εκκλησιαστικής Σχολής) в Афинах.
В 1994 году окончил богословский факультет Аристотелевского университета в Салониках, а в 2006 году окончил аспирантуру богословского института Афинского университета. Специализировался по догматическому богословию, защитив работу «Οι περί Εικόνων αντιλήψεις του Ευστρατίου Νικαίας», которая была опубликована в 2006 году. Также имеет степень кандидата наук от факультета истории и этнологии Фракийского университета Демокрита.
8 сентября 1996 года был рукоположен в сан диакона, а 29 сентября 1996 года — в сан пресвитера и служил протосинкеллом в Ксанфийской митрополии. С 2000 года был игуменом монастыря Пангии Архангелиотисис (Ιεράς Παναγίας Αρχαγγελιωτίσσης) в Ксанти, а также отвечал за летние лагеря Ксанфийской митрополии. В 2012 году опубликовал книгу о монастырях Фракии, а также о паломничестве в монастырь Пангии Архангелиотисис. В течение десяти лет публиковался в журналах «Διακονία» и «Ἐφημέριος».
21 февраля 2013 года решением Священного синода иерархии Элладской православной церкви был избран для рукоположения в сан епископа, управляющего Маронийской и Комотинской митрополией, получив 29 голосов членов синода (архимандрит Константин (Панагиотакопуло) — 25 голосов, митрополит Вресфенский Феоклит (Кумарьянос) — 23 голоса).
24 февраля 2013 года, в храме Святого Дионисия Ареопагита, архиепископом Афинским Иеронимом с сослужащими архиереями был рукоположен в сан митрополита Маронийского и Комотинского.
Вошёл в «Список сослуживших с украинскими раскольниками иерархов Элладской Православной Церкви», распространённый циркулярным письмом Московской патриархии 8 ноября 2022 года, «с кем не благословляется молитвенное и евхаристическое общение и в епархии которых также не благословляется совершение паломнических поездок».